# Die Aschenkatze

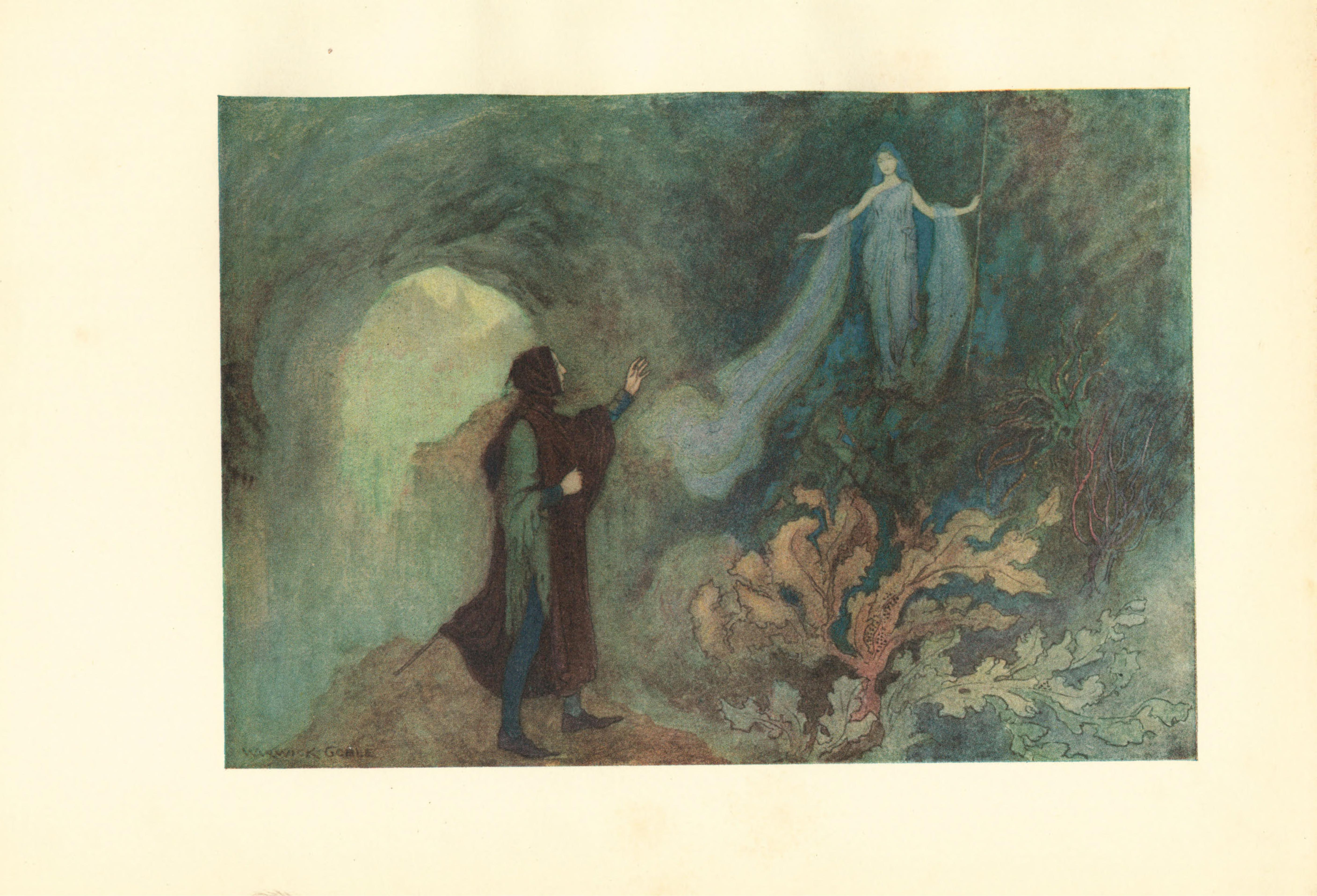
Illustration von Warwick Goble, 1911

Die Aschenkatze (neapolitanisches Original: La gatta Cennerentola) ist ein Märchen (AaTh 510 A,B). Es steht in Giambattista Basiles Sammlung Pentameron als sechste Erzählung des ersten Tages (I,6).

## Inhalt
Die Stiefmutter hasst Fürstentochter Zezolla. Die klagt ihr Leid der Hauslehrerin, die sie hätschelt und Rat weiß: Zezolla lässt sich von der Stiefmutter ein schlechtes Kleid holen und wirft ihr dabei den Truhendeckel ins Genick. Dann bringt sie den Vater dazu, die Lehrerin zu heiraten. Die hat aber sechs eigene Töchter vorher geheim gehalten, die nun Zezolla verdrängen. Als der Vater einmal jede fragt, was er ihr mitbringen soll, wünscht sie nur einen schönen Gruß an die Taube bei den Feen. Erst vergisst er es, doch sein Schiff hängt im Hafen fest, bis er von der Feenhütte eine Dattel mit Hacke, Goldeimer und Seidentuch holt. Zezolla pflanzt sie ein. Als die Schwestern zu einem Fest gehen, sagt sie dem Dattelbaum einen Spruch, wird schön gekleidet und fährt nach. Der König sieht sie, lässt sie verfolgen, doch sie entschwindet zweimal, indem sie Gold und Juwelen hinter sich wirft. Nach dem dritten Fest behält der Diener einen Schuh. Der passt auf einem riesigen Gastmahl keiner Frau, da muss auch Zezolla kommen. Ihr fliegt er an den Fuß, und der König macht sie zur Königin.

## Bemerkungen
Vgl. zum Eingang bei Basile III,10 Die drei Feen, IV,7 Die beiden kleinen Kuchen, zu des Vaters Geschenk auch II,8 Die kleine Sklavin. Das festhängende Schiff findet sich schon in der elften Erzählung des arabischen Buch der wundersamen Geschichten oder der Hikâyât (15. Jh.), die Schuhprobe in Claudius Aelianus’ griechischer Geschichtensammlung (3. Jh.). Vgl. später Charles Perraults/Grimms Aschenputtel, zum Mord mit dem Truhendeckel auch Von dem Machandelboom. Walter Scherf bemerkt besonders die Dreierkette das Kind enttäuschender Frauen, die Truhe gehörte zum Reich der Mutter.

## Opern
- La Cenerentola, Oper von Gioachino Rossini (1817)
- La gatta Cenerentola, Oper von Roberto De Simone (1976)